# Mohamedou Ould Slahi

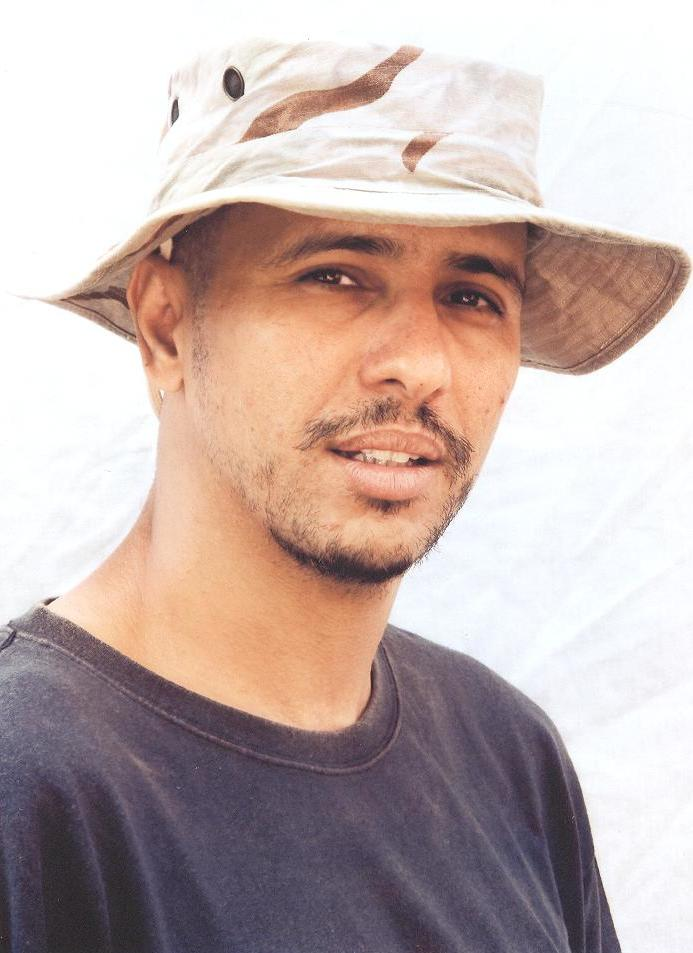
Mohamedou Ould Slahi

Mohamedou Ould Slahi (arabisch محمد ولد صلاحي, DMG Muḥammad Walad Ṣalāḥī; * 21. Dezember 1970 in Rosso, Mauretanien) ist ein mauretanischer Autor und galt als ehemaliger Angehöriger der islamistischen Terrororganisation Al-Qaida.
Ould Slahi galt den USA als eine Schlüsselfigur der Al-Qaida. Er war von 2002 bis 2016 ein Gefangener der US-Ermittlungsbehörden in Guantánamo. Auszüge aus seinem dort begonnenen Tagebuch wurden unter dem Titel Guantanamo Diary veröffentlicht. Ein US-Bundesrichter ordnete im März 2010 an, dass Ould Slahi freizulassen sei. Das Berufungsgericht gab jedoch dem Einspruch der US-Regierung statt, sodass der Beschluss zur Freilassung nicht rechtskräftig wurde. Im Oktober 2016 wurde er in sein Heimatland Mauretanien gebracht.

## Kindheit und Ausbildung
Ould Slahi, der unter Beduinen aufwuchs und den Koran noch im minderjährigen Alter auswendig lernte, kam 1988 mittels eines Hochbegabtenstipendiums der Carl-Duisberg-Gesellschaft als 18-Jähriger nach Deutschland, um ein Studium der Elektrotechnik an der Duisburger Mercator-Universität aufzunehmen.

## Al-Qaida
Im Dezember 1990 reiste er nach Afghanistan, um dort im Dschihad gegen die Kommunisten unter Nadschibullah zu kämpfen – so sagte er es jedenfalls während seiner Haft in Guantanamo aus. Er wurde dort in einem al-Qaida-Camp ausgebildet und leistete al-Qaida den Treueschwur. Nach einer zweiten Afghanistanreise 1992 kehrte er nach Deutschland zurück, um sein Studium als Ingenieur abzuschließen. Zu diesem Zeitpunkt hatte er laut eigener Aussage alle Verbindungen zu al-Qaida abgebrochen. Nach Abschluss des Studiums lebte und arbeitete er bis Ende 1999 in Deutschland.
Den im 9/11 Commission Report veröffentlichten Ermittlungsergebnissen zufolge übernachteten 1999 die Dschihadisten Binalshibh, al-Shehhi und Jarrah einmal bei ihm in Duisburg. Mohamedou Ould Slahi habe ihnen erklärt, dass ihr Wunschziel Tschetschenien derzeit schwer zu erreichen sei, und ihnen empfohlen, sich stattdessen zunächst in Afghanistan ausbilden zu lassen. Tatsächlich verließ Jarrah, gemeinsam mit dem Dschihadisten Atta, im November 1999 Hamburg Richtung Karatschi.

## Verurteilung wegen Sozialbetrug, Ausweisung, Mauretanien
Ende 1999 wurde Ould Slahi in Deutschland wegen Betrugs (§ 263 StGB) zu sechs Monaten auf Bewährung verurteilt. Er hatte sich nach dem Studium arbeitslos gemeldet und Sozialleistungen bezogen. Gleichzeitig gründete er eine Firma, so dass er nicht mehr unterstützungsberechtigt war. Diesen Umstand hätte er der Bundesanstalt für Arbeit anzeigen müssen (§ 60 Abs. 1 Nr. 2 SGB I), was er jedoch unterließ. Ould Slahi behauptete allerdings, dass es sich bei der unterlassenen Meldung lediglich um ein „Versehen“ („vergessen“) gehandelt habe. Das Gericht ging jedoch davon aus, dass die Tat mit Vorsatz begangen wurde, so dass eine Ahndung als bloße Ordnungswidrigkeit ausschied. Aufgrund der Verurteilung wurde er ausgewiesen und eine unbefristete Einreisesperre gegen ihn verhängt, gegen die Ould Slahi juristisch vorging; die Einreisesperre wurde im November 2023 aufgehoben.
Ould Slahi lebte nach der Ausweisung aus Deutschland im Jahr 1999 für mehrere Monate in Kanada. Als er im Januar 2000 wieder Richtung Afrika ausreiste, wurde er auf Bitten US-amerikanischer Behörden im Senegal festgenommen, nach Mauretanien überstellt und dort über mehrere Wochen von mauretanischen Beamten und zugereisten US-amerikanischen Geheimdienstlern inhaftiert und verhört. Ab Mai 2000 arbeitete Ould Slahi als Elektrotechniker bei verschiedenen Unternehmen in Mauretanien.

## Gefangenschaft, 2001–2016
Durch angeblich belastende Aussagen von gefassten mutmaßlichen al-Qaida-Mitgliedern war Ould Slahi stets im Blickfeld der Geheimdienste. Wenige Wochen nach den Terroranschlägen am 11. September 2001, als die USA erneut alle Personen überprüften, die im Verdacht standen, Verbindungen zu Al-Qaida zu haben, wurde er bis zu seiner Festnahme am 20. November 2001 mehrmals von mauretanischen Behörden befragt. Im Rahmen der US-amerikanischen Überstellung von Terrorverdächtigen wurde er nach seiner Festnahme nach Jordanien entführt und war dort zunächst acht Monate lang in Gefangenschaft und erstmals erweiterten Verhörtechniken (Folter) ausgesetzt.
Am 19. Juli 2002 transportierte die CIA ihn ins Militärgefängnis Bagram. Das US-Militär flog Ould Slahi am 4. August 2002 in das Internierungslager Guantanamo Bay.
Die US-Ermittlungsbehörden nahmen an, dass Ould Slahi al-Qaida noch bis 2001 aktiv unterstützt habe. Er selbst bestritt jedoch diese Vorwürfe. Die US-Ermittlungsbehörden nahmen zudem an, dass er an den Attentaten 1998 auf zwei US-Botschaften in Ostafrika logistisch beteiligt war und im Jahr 1999 in einen Plan für ein Attentat auf den Flughafen von Los Angeles involviert war.
Am 1. Juli 2003 genehmigte der Leiter der nachrichtendienstlichen Joint Task Force, General Geoffrey D. Miller, einen Verhör- bzw. Vernehmungsplan, welcher Schlafentzug, Isolationshaft, Waterboarding, Dauerbeschallung, sexuelle Belästigung, Scheinhinrichtung, weitere Körperverletzungen und die Androhung von Gewalt gegen seine Mutter vorsah. Im Zuge der Vernehmungen bestätigte Ould Slahi die meisten der gegen ihn erhobenen Vorwürfe, welche er jedoch später widerrief. Laut einer internen Statistik des Gefangenenlagers war/ist er der „meistgefolterte Mann in Guantánamo“. Der US-Militärrichter Lt. Col Stuart Couch weigerte sich, auf Grundlage der unter Folter erhaltenen Aussagen ein Verfahren gegen Slahi zu führen.
Am 28. April 2011 veröffentlichte Wikileaks die Guantanamo-Akte von Ould Slahi. Darin ist nachzulesen, dass er im Jahr 2008 noch als hohes Risiko durch US-Behörden eingeschätzt wurde.
Aufgrund des Habeas Corpus ordnete US-Bundesrichter James Robertson am 22. März 2010 Ould Slahis Freilassung aus dem Lager Guantanamo Bay an. Dieser Beschluss wurde nicht rechtskräftig, da ein Berufungsgericht einem Einspruch der von Barack Obama geführten US-Regierung gegen das Urteil stattgab.
In den Jahren 2014 und 2015 wurden Ould Slahi seine persönlichen Gegenstände (darunter Fotos und Briefe von Angehörigen) vorenthalten, um ihn dazu zu bringen, einem weiteren Verhör zuzustimmen.
Als eine von Obama eingesetzte Untersuchungskommission ihn entlastete und zur Freilassung empfahl (auch das Bundeskriminalamt fand keine Hinweise, dass Ould Slahi etwas mit den Terroranschlägen am 11. September 2001 zu tun hatte), wurde er im Oktober 2016 entlassen und in sein Heimatland Mauretanien gebracht.
Während seiner Haftzeit wurde Ould Slahi von der American Civil Liberties Union vertreten.

## Publizistische Tätigkeit und Leben nach der Gefangenschaft
Ould Slahi verfasste 2005 einen Bericht über seine Zeit seit Januar 2000, der zunächst beschlagnahmt, schließlich aber in zensierter („deklassifizierter“) Form von den Behörden freigegeben wurde. Auszüge wurden seit April 2013 in der Zeitschrift Slate veröffentlicht. Im Januar 2015 erschien das Guantánamo Diary zeitgleich in englischer und deutscher Sprache. Nach seiner Freilassung veröffentlichte Ould Slahi sein Tagebuch 2017 erneut in unzensierter Form, wobei die zuvor im Text geschwärzten Stellen rekonstruiert wurden. Auf die ursprüngliche handgeschriebene Fassung des Originalmanuskripts hat der Autor nach wie vor keinen Zugriff.
Nach seiner Gefangenschaft ließ sich Ould Slahi per Fernkurs zum Lifecoach ausbilden und nahm dann diese Tätigkeit auf. 2018 besuchte ihn ein früherer Gefängniswärter aus Guantanamo.
Aufgrund politischen Drucks durch die USA auf Mauretanien durfte er erst im Oktober 2019 einen Reisepass beantragen.
Im Jahr 2020 war er an der Produktion von The Mauritanian, einer Verfilmung seiner Lebensgeschichte durch Regisseur Kevin Macdonald, beteiligt. In den Hauptrollen sind die Schauspieler Tahar Rahim, Jodie Foster sowie Benedict Cumberbatch zu sehen.
Einige Tage nach der Amtseinführung von Joe Biden Januar 2021 appellierte Ould Slahi zusammen mit sechs weiteren ehemaligen Gefangenen des Guantanamo-Camps in einem offenen Brief an den US-Präsidenten, das Gefangenenlager zu schließen.
2022 wurde Guantanamo Diaries Revisited von John Goetz veröffentlicht.
Im Januar 2023 wurde Slahi Houbeini von dem antikolonialistischen Literaturverein InterKontinental zum diesjährigen Kurator des African Book Festival Berlin gewählt, was wegen seiner Vergangenheit als Al-Qaida-Mitglied ein zwiespältiges Presseecho auslöste. Insbesondere wurde von den Kritikern betont, dass Slahi Houbeini sich bewusst einem Trainingscamp von al-Qaida angeschlossen hatte, um an der Waffe ausgebildet zu werden, und der Organisation einen Treueschwur geleistet hatte. „Ein Israelhasser sollte kein Buchfest leiten dürfen“, schrieb Alan Posener in der Zeitung Die Welt. „Offenkundig immer noch en masse vorhanden ist sein Hass auf den jüdischen Staat. Ihn überzieht der in Mauretanien geborene Houbeini gern mit antisemitischen Unterstellungen wie: Israel begehe »ethnische Säuberungen« oder sei durch und durch ein »Apartheidstaat«“, schrieb Philipp Peyman Engel in der Jüdischen Allgemeinen. Die Veranstaltungsleitung des African Book Festival bezeichnete Kritik an Slahi Houbeini als „Ausdruck deutscher Islamfeindlichkeit“.

## Privatleben
Ould Slahi lebt zur Zeit (2023) in den Niederlanden und arbeitet als Schriftsteller. Er ist mit einer in Deutschland lebenden US-amerikanischen Menschenrechtsanwältin verheiratet, mit der er einen im Jahr 2019 geborenen Sohn hat. Jahrelang bemühte er sich vergeblich um eine Einreisegenehmigung nach Deutschland. Während das Auswärtige Amt einem Visum für Slahi Houbeini zustimmte, der häufig in der Deutschen Botschaft in Nouakchott zu Gast ist und dort Vorträge hält, scheiterte die Einreise an einer Intervention von Bundesinnenminister Horst Seehofer. Im September 2020 reichte er einen erneuten Antrag auf Familienzusammenführung bei Duisburger Behörden ein.
Gegen Slahi gilt auch ein von der Stadt Duisburg erwirktes Einreiseverbot. Es bezieht sich auf einen 30 Jahre zurückliegenden Sozialbetrug aus der Zeit, in der er in Duisburg studierte. Am 2. November 2023 reiste Slahi aus den Niederlanden kommend ausnahmsweise für einen Tag mit Polizeieskorte wieder nach Deutschland ein, um vor dem Verwaltungsgericht Düsseldorf zwecks Verhandlung über eben diese Sperre persönlich aussagen zu können. Das Verwaltungsgericht hält die von der Ausländerbehörde der Stadt Duisburg verhängte Einreisesperre für rechtswidrig. Die Kammer urteilte, die Ordnungsverfügung sei rechtswidrig, die entsprechende Ordnungsverfügung sei aufzuheben und die Einreise- und Aufenthaltssperre auf den Tag des Urteils zu befristen. Da das Verwaltungsgericht sowohl die Berufung vor dem Oberverwaltungsgericht Münster als auch die Sprungrevision vor dem Bundesverwaltungsgericht zugelassen hat, ist der Fall noch nicht abgeschlossen.

## Veröffentlichungen
- Das Guantanamo-Tagebuch. Hrsg. von Larry Siems, aus dem Amerikanischen von Susanne Held. Tropen Verlag bei Klett-Cotta, 2015, ISBN 978-3-608-50330-2.
- Das Guantanamo-Tagebuch Unzensiert. Hrsg. von Larry Siems, mit einem neuen Vorwort des Autors, aus dem Amerikanischen von Susanne Held. Tropen Verlag bei Klett-Cotta, 2018, ISBN 978-3-608-50358-6.
- Die wahre Geschichte von Ahmed und Zarga. Roman. Übersetzung von Michaela Grabinger. Interkontinental  Verlag Berlin 2023, ISBN 978-3-9823281-6-4.